# Svatý Mořic (světec)
Svatý Mořic (latinsky Mauritius, počeštěně Mauricius, německy Moritz, francouzsky Maurice; 3. století Egypt – 287 Agaunum) byl starověký světec a mučedník. Narodil se ve 3. století v Egyptě a byl velitelem římské tzv. Thébské legie. Je po něm pojmenováno švýcarské letovisko Svatý Mořic.

## Historie a legenda

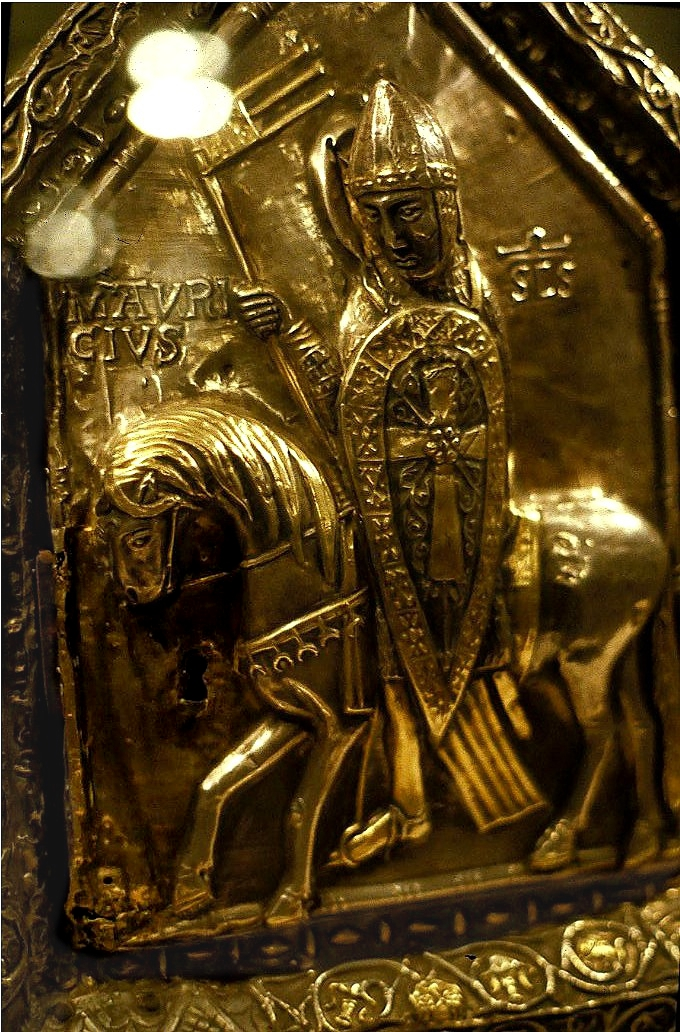
Sv. Mořic na relikviáři sv. Zikmunda z Agaune

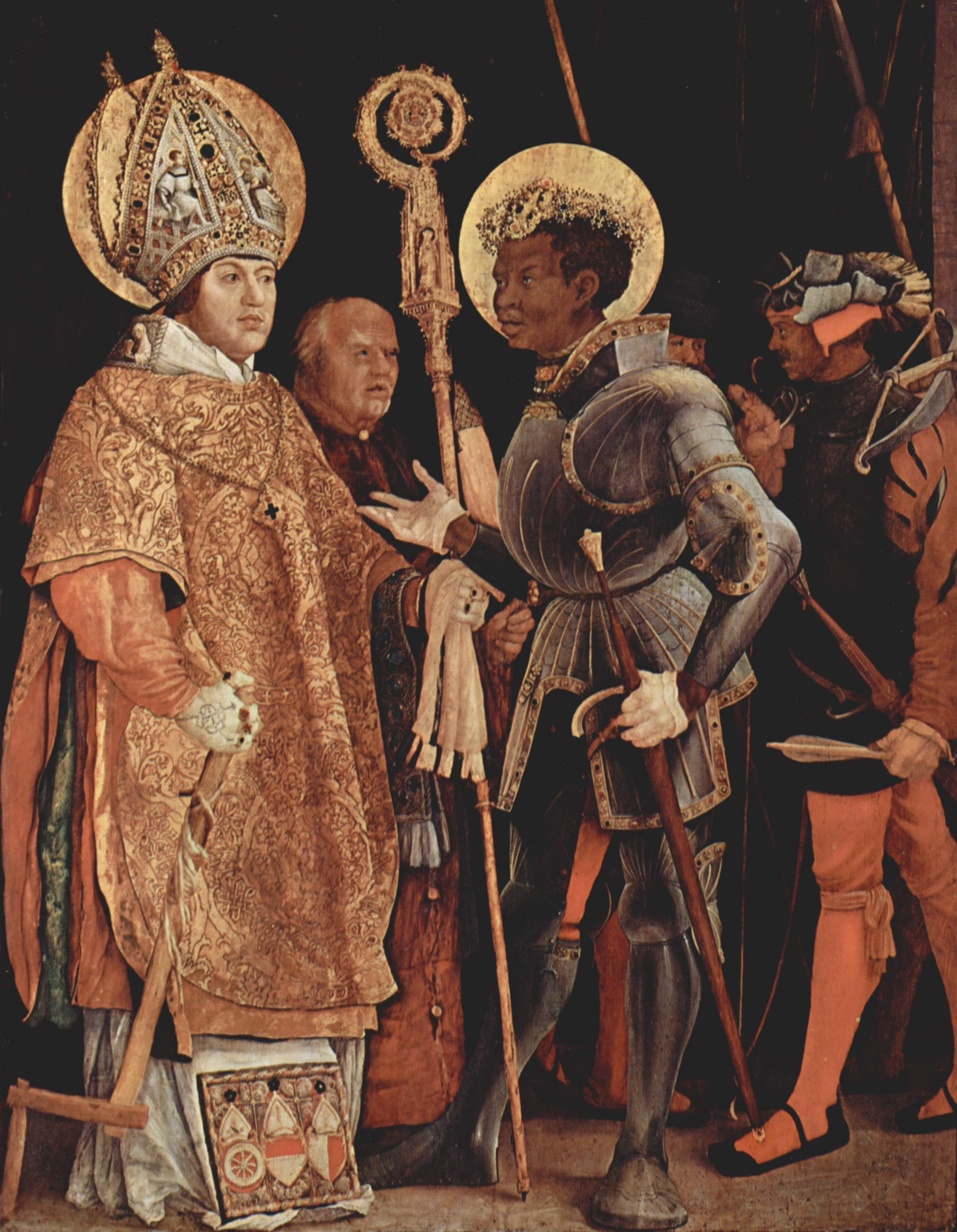
Matthias Grünewald: Sv. Mořic a sv. Erasmus, 1520–1524

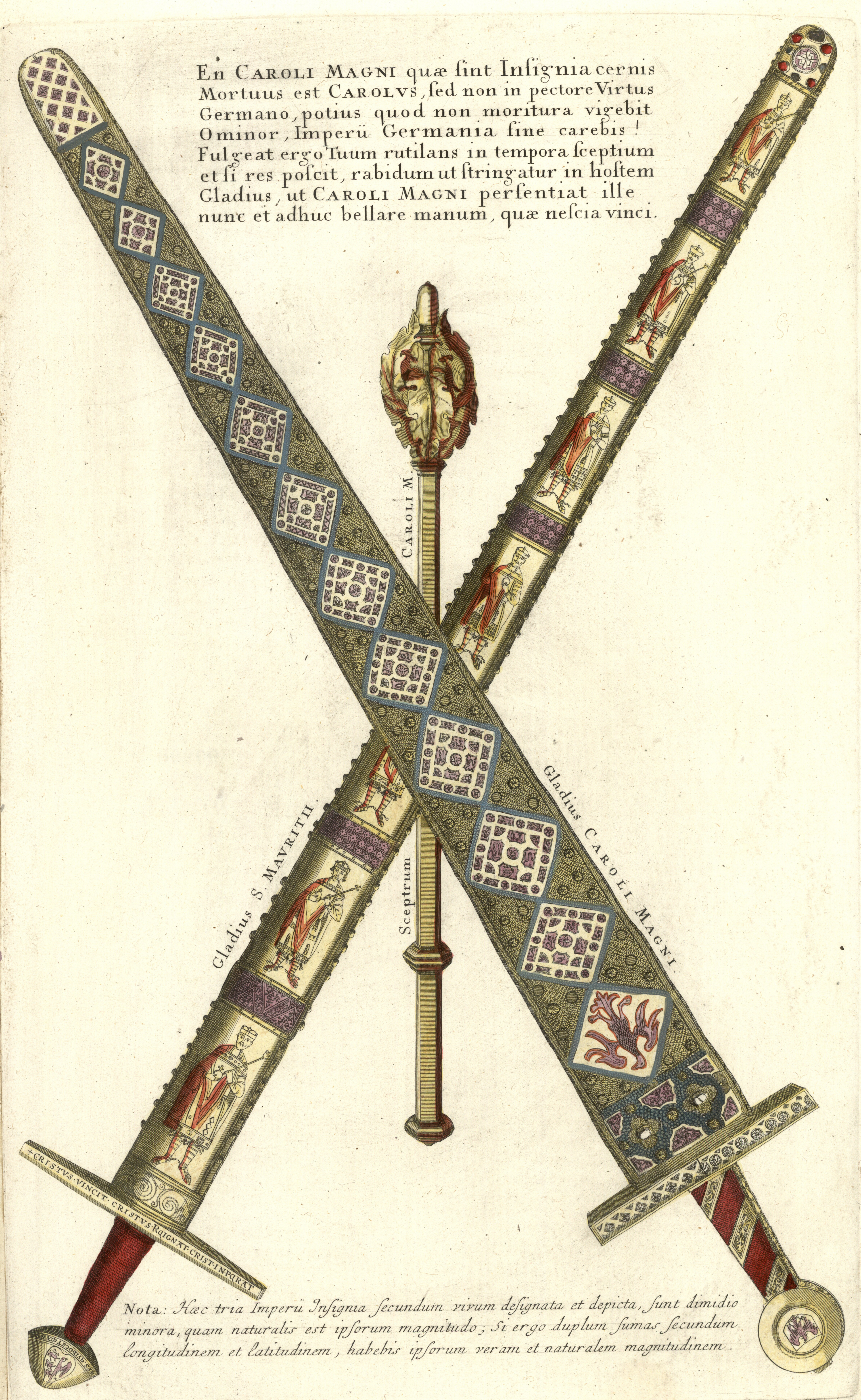
Meč sv. Mořice (vlevo) mezi insigniemi římských císařů

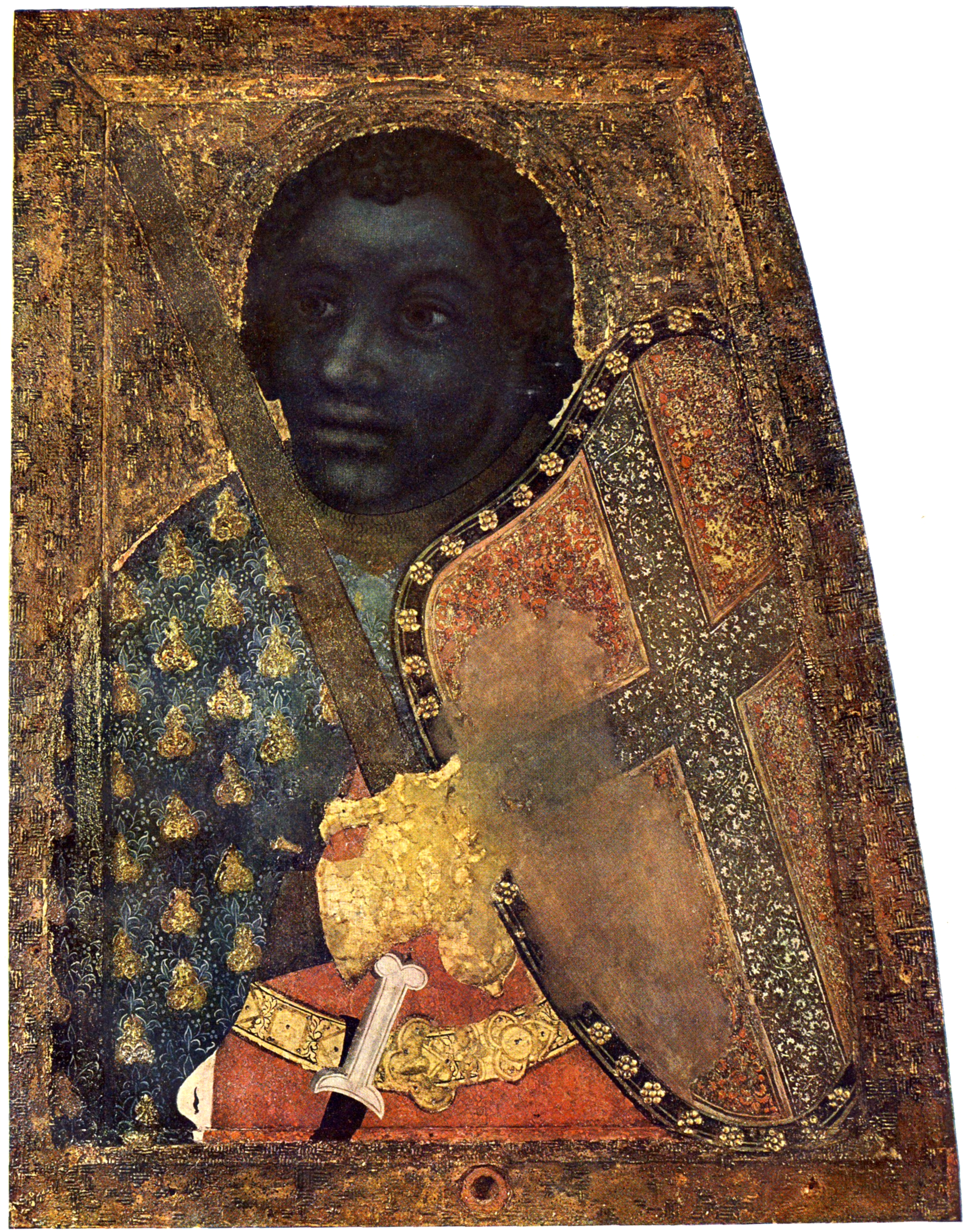
Mistr Theodorik, Karlštejn

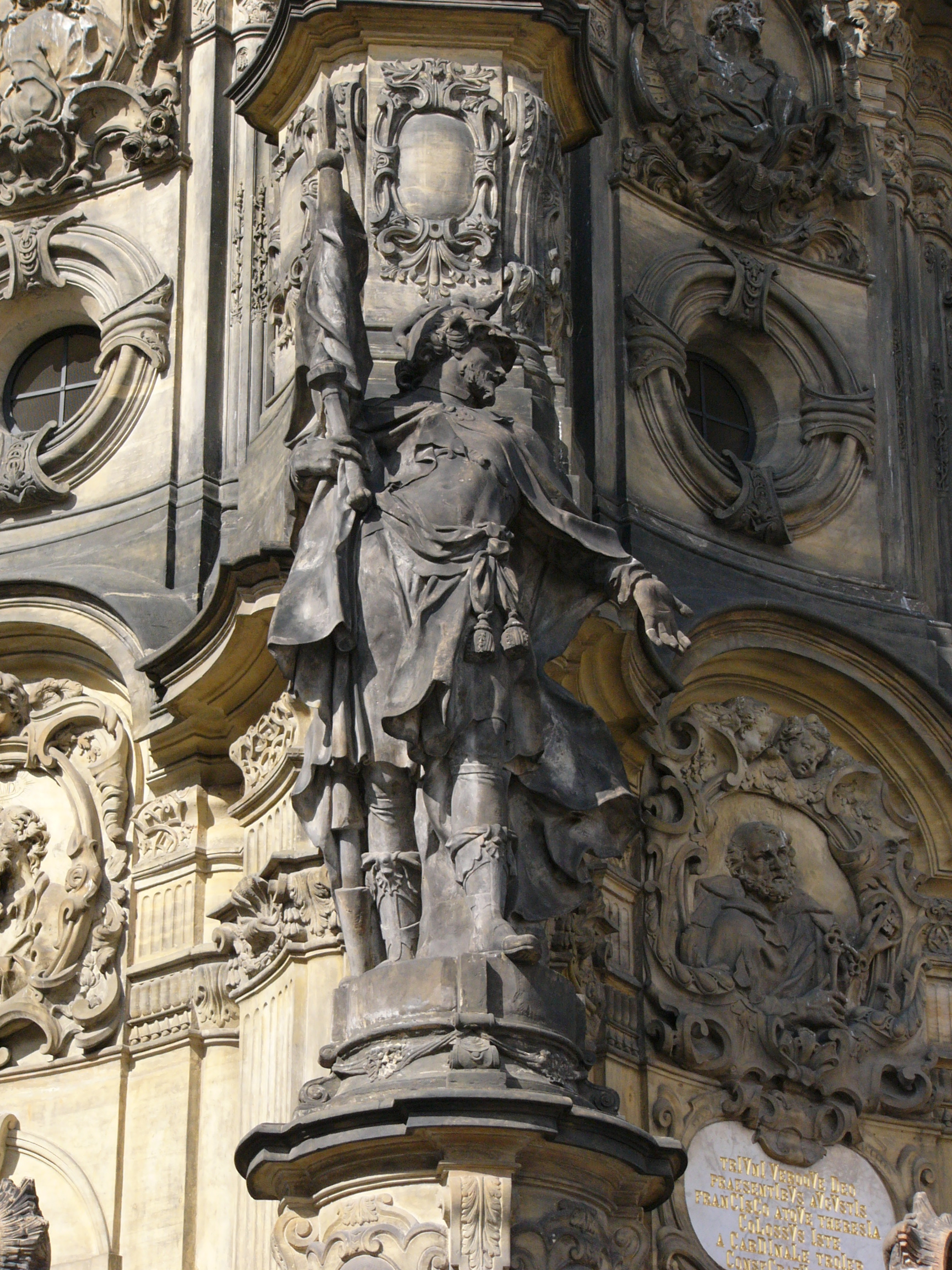
Barokní socha sv. Mořice na Sloupu Nejsvětější Trojice v Olomouci

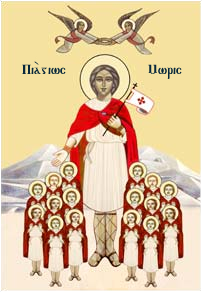
Východní ikona sv. Mořice

Tato legie byla oddílem křesťanů naverbovaných v okolí egyptských Théb za římského císaře Diokleciána jeho spoluvládcem císařem Maximiánem. Jeho jednotky se měly účastnit tažení v Galii v letech 286–287. a zde se podílet na potlačování vzpoury proti císaři. Nedaleko Ženevského jezera dostali křesťané rozkaz obětovat pohanským bohům, jak bylo před bitvou v římském vojsku zvykem, avšak Thébská legie tento rituál odmítla vykonat a stáhla se do Agauna (dnešní St. Maurice ve Wallisu ve Švýcarsku), přesto však zůstali dál poslušni rozkazům císaře. Maximián dal za trest legii zdecimovat. Legionáři, povzbuzeni Mořicem, však dál odmítali účastnit se pohanského rituálu, a tak decimování pokračovalo, až byla celá Thébská legie, včetně Mořice, pobita do posledního muže.
Písemně tuto historii a legendu zaznamenal roku 445 sv. Eucherius z Lyonu. Existence této události se sv. Mořicem je některými historiky zpochybňována – zejména na základě toho, že v dané době se již decimace neprovozovala a že neexistují důkazy, že by se Maximiánus nějak výrazněji podílel na pronásledování křesťanů, které v té době zuřilo ve východní části říše.
V letech 1944–1949 proběhly ve Svatém Mořici vykopávky, které potvrdily reálný podklad legendy, počet zde umučených křesťanů se dnes odhaduje až na šest tisíc.[zdroj?]
Na místě umučení byl v 6. století postaven klášter benediktinů, který roku 1128 přijal augustiniánskou řeholi a přetrval zde dodnes. Klášter není podřízen žádnému biskupství a jeho opati mají od roku 1840 titulární hodnost biskupa betlémského.
Ostatky sv. Mořice jsou uloženy v opatství St. Maurice ve Valais, část také v Trevíru, Turíně a Břehu.

## Ikonografie

### Vyobrazení
Svatý Mořic patří mezi často uctívané svaté prvomučedníky z období římské říše. Bývá zobrazován jako jezdec nebo pěší voják, mouřenín, černoch, ale i běloch (např. na oltářním obraze v kostele sv. Mořice v Kroměříži) v římské zbroji, s mečem, štítem a na něm rudým křížem v bílém poli – nebo má toto znamení na vexillu. Tyto atributy může ale nemusí mít současně. Je-li jezdcem, jede na bílém koni. Málokdy jej doprovází thébská legie, protože pro ni byl vytvořen samostatný svátek Deseti tisíc thébských mučedníků.

### Úcta ke sv. Mořici
- Saint-Maurice ve švýcarském kantonu Valais; původně benediktinské opatství, které založil burgundský král svatý Zikmund; připomíná se poprvé roku 515; jeho klášterní ves byla přejmenovaná roku 1003 z římského názvu Agaunum z období Mořicovy smrti. Ostatky pod zdejší skálu uložil údajně již roku 380 svatý Theodor, biskup z Martigny. Nyní jsou v oltáři kostela.
- Dóm sv. Mořice v Magdeburgu, relikvie získal císař Ota I. roku 951, který zde založil také klášter benediktinů sv. Mořice
- Benediktinské opatství Niederaltaich v Bavorsku (731–741)

### Patrocinium
Je typické pro severní Itálii, Francii, Porýní, Sasko, Duryňsko a Bavorsko. Vyskytuje se nejen na obrazech či sochách v jemu zasvěcených kostelích, ale též ve znaku některých sídel, mimo jiné města Coburg a lyžařského střediska St. Moritz.

## Úcta v českých zemích (chronologicky)
- Relikvii (paži) a meč sv. Mořice přivezl král Vladislav II. roku 1159 do Prahy s uloupenými předměty z kláštera San Maurizio v Miláně a daroval je Svatovítskému chrámu.[1] V inventáři Svatovítského pokladu z roku 1354 je paže zapsána ve stříbrném relikviáři ve tvaru paže.[2] Odtud byly relikvie rozděleny do dalších kostelů.
- pozdně románský chrám z let 1220–1230, na vrchu Mouřenec nad šumavským Annínem (relikvie z blízkého Niederaltaichu?).
- Raně gotický chrám sv. Mořice v Olomouci, založený roku 1257.
- Raně gotický chrám sv. Mořice v Kroměříži, založený mezi 1265–1290.
- Kaple Sv. ostatků na hradě Karlštejně, relikvie zadlabána v rámu desky s vyobrazením Mořice jako černocha (Mistr Theodorik, 60. léta 14. století); s korunovačními klenoty římských císařů tam byl uložen také románský meč sv. Mořice, ukazovaný v Praze na Karlově náměstí o svátku Sv. relikvií a užívaný císařem jako ceremoniální při pasování nových rytířů.
- Kostel Nanebevzetí P. Marie a sv. Mořice v Řevnicích.

## Svátek
Římskokatolická církev si památku svatého Mořice a jeho druhů připomíná 22. září.

## Patronát
Svatý Mořic je patronem vojáků, obchodníků, umyvačů, barvířů, tkalců, kloboučníků, malířů skla, zbrojířů, nožířů, soukeníků, koní a vinných keřů. Pomocník proti dně, nemocem uší a posedlosti ďáblem.